# Miembros de la Iglesia de Dios internacional
Los Miembros de la Iglesia de Dios Internacional (MCGI; Tagalo: Mga Kaanib sa Iglesia ng Dios Internasyónal) es una iglesia que se registró en el gobierno de las Filipinas en abril de 1980 por Eli Soriano; reclamando a cumplir con las profecías de la reaparición del cristianismo original en los últimos días. La iglesia no acepta la doctrina de la Trinidad. La iglesia tiene características restauracionista en el tema, pero niega ser parte del Movimiento de Restauración.
La iglesia separada de una denominación similar (escisión), la Iglesia ng Dios kay Kristo Hesus, Haligi at Saligan ng Katotohanan (Iglesia de Dios en Cristo Jesús, Columna y Base de la Verdad) donde Eli Soriano fue nombrado Ministro. La MCGI comenzó con un puñado de seguidores en Apalit, Pampangga con Soriano como ministro presidente (Inglés: Presiding Minister), el cual propagó su mensaje dentro de su área local, creciendo el número de seguidores y convirtiendo a miembros de otras religiones.

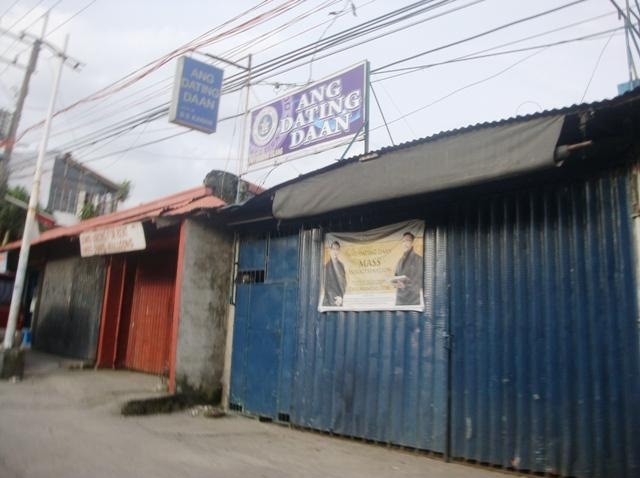
A diferencia de las capillas imponentes de su rival Iglesia ni Cristo, MCGI opta por alquilar un espacio en los asentamientos urbanos

En 1980, Soriano comenzó Ang Dating Daan (El Camino Antiguo) programa radiofónico, que se hizo un programa de televisión en 1983. En 1983, invitaron Soriano como un miembro del jurado en el programa GMA-7's religioso, "Dis [This] is Manolo and His Genius Family" (Este es Manolo y su familia GENIUS). Él defendaría sus creencia contra otros miembros del jurado de otros grupos religiosos. Soriano ganó y concedió " el Ministro de Evangelio Más Excepcional del Año 1983".

## Creencias
Los miembros de la Iglesia creen que todas las enseñanzas y la interpretación de las doctrinas deberían basarse en los 66 libros de la Biblia solo, que sólo puede hacerse a través de  el fundador de la iglesia verdadera, Jesucristo y sus discípulos. Se adhieren a la doctrina de la Infalibilidad de las Escrituras, incluyendo la precisión científica e histórica de la Biblia.